# Langues mataguayo
Les langues mataguayo  (ou langues mataco, langues mataco-mataguayo, langues mataco-maká) sont une famille de langues amérindiennes d'Amérique du Sud, parlées en Argentine et au Paraguay, et en Bolivie dans le Chaco.

Les langues mataguayo sont souvent regroupées dans une même famille avec les langues waykuruanes mais ceci reste une hypothèse.

## Classification
- Le wichi ou mataco
- Le chorote
- Le nivaklé ou chulupi, ajlujlay
- Le maká